# Equació d'inducció
L'equació d'inducció, una de les equacions magnetohidrodinàmiques, és una equació diferencial parcial que relaciona el camp magnètic i la velocitat d'un fluid conductor elèctric com un plasma. Es pot derivar de les equacions de Maxwell i de la llei d'Ohm, i té un paper important en la física del plasma i en l'astrofísica, especialment en la hipòtesi de la dinamo.

## Declaració matemàtica
Les equacions de Maxwell descriuen les lleis de Faraday i Ampère
{\displaystyle {\vec {\nabla }}\times {\vec {E}}=-{\partial {\vec {B}} \over \partial t},}
i
{\displaystyle {\vec {\nabla }}\times {\vec {B}}=\mu _{0}{\vec {J}},}
on s'ha descuidat el corrent de desplaçament ja que sol tenir petits efectes tant en aplicacions astrofísiques com en la majoria de plasmes de laboratori. Aquí, {\displaystyle {\vec {E}}} i {\displaystyle {\vec {B}}} són, respectivament, el camp elèctric i el camp magnètic, i {\displaystyle {\vec {J}}} és el corrent elèctric. El camp elèctric pot estar relacionat amb la densitat de corrent utilitzant la llei d'Ohm, {\displaystyle {\vec {E}}+{\vec {v}}\times {\vec {B}}={\vec {J}}/\sigma } on {\displaystyle {\vec {v}}} és la velocitat del camp, i {\displaystyle \sigma } és la conductivitat elèctrica del fluid. Combinant aquestes tres equacions, eliminant {\displaystyle {\vec {E}}} i {\displaystyle {\vec {J}}}, produeix l'equació d'inducció per a un fluid elèctric resistent:
{\displaystyle {\partial {\vec {B}} \over \partial t}=\eta \nabla ^{2}{\vec {B}}+{\vec {\nabla }}\times ({\vec {v}}\times {\vec {B}}),}
on, {\displaystyle \eta =1/\mu _{0}\sigma } és la difusivitat magnètica (en la literatura, la resistivitat elèctrica, definida com {\displaystyle 1/\sigma }, sovint s'identifica amb la difusivitat magnètica).
Si el fluid es mou amb una velocitat típica {\displaystyle V} en una escala de longitud típica {\displaystyle L}, llavors
{\displaystyle \eta \nabla ^{2}{\vec {B}}\sim {\eta B \over L^{2}},{\vec {\nabla }}\times ({\vec {v}}\times {\vec {B}})\sim {VB \over L}.}
La relació d'aquestes quantitats, que és un paràmetre adimensional, s'anomena nombre de Reynolds magnètic {\displaystyle (Re_{m})}: 
{\displaystyle Re_{m}={LV \over \eta }}.

## Límit perfectament conductor
Per a un fluid amb conductivitat elèctrica infinita, {\displaystyle \eta \rightarrow 0}, el primer terme de l'equació d'inducció s'esvaeix. Això és equivalent a un nombre de Reynolds magnètic molt gran. Per exemple, pot ser d'ordre {\displaystyle 10^{9}} en una estrella típica. En aquest cas, el fluid es pot anomenar «fluid perfecte» o «fluid ideal». Per tant, l'equació d'inducció per a un fluid conductor ideal com la majoria dels plasmes astrofísics és
{\displaystyle {\partial {\vec {B}} \over \partial t}={\vec {\nabla }}\times ({\vec {v}}\times {\vec {B}}).}
Es considera que és una bona aproximació en la hipòtesi de la dinamo, que s'utilitza per explicar l'evolució del camp magnètic en entorns astrofísics com ara les estrelles, les galàxies i els discs d'acreció.

## Límit difusiu
Per a nombres de Reynolds magnètics molt petits, el terme difusiu supera el terme convectiu. Per exemple, en un fluid elèctric resistent amb grans valors de {\displaystyle \eta }, el camp magnètic es difon molt ràpid i no es pot aplicar el teorema d'Alfvén. Això significa que l'energia magnètica es dissipa en forma de calor i altres tipus d'energia. En aquest cas, l'equació d'inducció és
{\displaystyle {\partial {\vec {B}} \over \partial t}=\eta \nabla ^{2}{\vec {B}}.}
És habitual definir una escala de temps de dissipació {\displaystyle \tau _{d}=L^{2}/\eta } que és l'escala de temps per a la dissipació de l'energia magnètica en una escala de longitud {\displaystyle L}.